# Алту-Телис-Пирис (микрорегион)
Алту-Телис-Пирис (порт. Microrregião de Alto Teles Pires) — микрорегион в Бразилии, входит в штат Мату-Гросу. Составная часть мезорегиона Север штата Мату-Гроссу. Население составляет 191 228 человек (на 2010 год). Площадь — 54 759,033	км². Плотность населения — 3,49 чел./км².

## Демография
Согласно сведениям, собранным в ходе переписи 2010 г. Национальным институтом географии и статистики (IBGE), население микрорегиона составляет:						
| Полное население                             | Полное население                             | Полное население                             | Полное население                             | 191 228 |
| -------------------------------------------- | -------------------------------------------- | -------------------------------------------- | -------------------------------------------- | ------- |
| в том числе:                                 | Городское население                          | 159 607                                      | Процент городского населения, %              | 83,46   |
|                                              | Сельское население                           | 31 621                                       | Процент сельского населения, %               | 16,54   |
|                                              | Мужское население                            | 101 141                                      | Процент мужского населения, %                | 52,89   |
|                                              | Женское население                            | 90 087                                       | Процент женского населения, %                | 47,11   |
| Плотность населения, чел/км²                 | Плотность населения, чел/км²                 | Плотность населения, чел/км²                 | Плотность населения, чел/км²                 | 3,49    |
| Население микрорегиона в % к населению штата | Население микрорегиона в % к населению штата | Население микрорегиона в % к населению штата | Население микрорегиона в % к населению штата | 6,30    |

## Статистика
- Валовой внутренний продукт на 2003 год составляет 2 441 754 909,00 реалов (данные: Бразильский институт географии и статистики).
- Валовой внутренний продукт на душу населения на 2003 год составляет 20 004,51 реала (данные: Бразильский институт географии и статистики).
- Индекс развития человеческого потенциала на 2000 год составляет 0,791 (данные: Программа развития ООН).

## Состав микрорегиона
В состав микрорегиона включены следующие муниципалитеты:
1. Ипиранга-ду-Норти
2. Итаньянга
3. Лукас-ду-Риу-Верди
4. Нобрис
5. Нова-Мутун
6. Нова-Убиратан
7. Санта-Рита-ду-Тривелату
8. Сорризу
9. Тапура